# Szidra-öböli offenzíva
A Szidra-öböli offenzíva a líbiai polgárháború alatt a felkelők második nagyobb előrenyomulása volt 2011 március végén. Az összecsapásokat az adzsábijai csata után rögtön előre törő Kadhafi-erők indították meg. Az offenzívát azért indították, hogy a felkelők minél hamarabb elérhessék Kadhafi szülővárosát, Szurtot.
A támadás azonnali sikerrel járt. A Via Barbia mentén 300 km-nyi tengerparti szakaszt sikerült elfoglalniuk két nap leforgása alatt. A harmadik napon azonban nagy változás állt be. Kadhafi seregei megállították a felkelőket, akiknek egészen a kiinduló állomásig kellett hátrálniuk.

## Az offenzíva

### Felkelők Nyugat-Líbiában
Miután a kormányhoz hű erők március 26-án elvesztették az Adzsdábijáért folytatott csatát, a felkelők megállás nélkül tudtak előre nyomulni. Bregát is harc nélkül foglalták el.
Másnap, március 27-én egyetlen lövés nélkül szerezték meg a felkelők Rász Lánúf ellenőrzését. Estére a felkelők már a Szurttól 150 km-re keletre fekvő Bin Dzsávádot szerezték meg. Itt sem ütköztek ellenállásba.
Kadhafi erői összességében több mint 300 km-nyit vonultak vissza, és csak az előre elkészített védvonalak mögött álltak meg Szurtnál.

### Összecsapások aSzurtfelé vezető úton
Március 28-án a felkelők csapatai tovább nyomultak nyugatra, Szurt irányába. Eközben elfoglalták Navfaéiját. Amint bebiztosították maguknak a települést, a közeli Hárava falu felé vették az irányt. A helyi törzsek vezetőivel tárgyalásokat kezdtek, hogy ők is álljanak át a felkelők oldalára. A civilek azonban automata fegyverekkel tüzeltek a lázadókra, így gyorsan vissza kellett vonulni a falu határain túlra. Eközben a Bin Dzsávádból indult felkelő seregre a főúton több alkalommal is rátámadtak. A lojális seregek megpróbáltak a felkelők mellé férkőzni, és hátulról megtámadni őket. Ennek az lett a vége, hogy a támadóknak vissza kellett vonulniuk egészen egy 120 km-re fekvő városig. Voltak olyan seregek, melyek egészen Bin Dzsávádig visszavonultak.

### Az ellentámadás
Március 29-én a Kadhafihoz hű erők hevesebben támadták a felkelőket, akiknek emiatt 30 km-t hátrálniuk kellett kelet felé, míg el nem érték Bin Dzsávádot. Egész addig lőtték a várost rakétákkal, míg a felkelők több száz járművön el nem hagyták a várost, s meg nem indultak Rász Lánúf irányába. A felkelők vezetői a fegyelem hiányára és az utánpótlási nehézségekre hivatkoztak. Aznap Kadhafi seregei 20 km-re megközelítették Rász Lánúfot, és heves tüzérségi támadást intéztek ellene. Ezzel sikerült elérniük, hogy a felkelők tovább hátráljanak kelet felé.
Március 30-án a katonák visszaszerezték az olajfinomítók miatt elengedhetetlen Rász Lánúfot, így a felkelők tovább hátráltak kelet felé.
A koalíció ekkor a levegőből kezdte lőni Kadhafi seregeit. A földön lévő riporterek szerint a homokviharok, valamint a rossz látási viszonyok miatt kellett ennyit várni a légi támadások folytatására. Később Bregából és Adzsdábijából is kivonták a felkelők csapatait. A BBC jelentései szerint estére Brega Kadhafi kezére került, és már Adzsdábiját ostromolták. A CNN tudósítója arról számolt be, hogy a felkelők tömegesen hagyják el Adzsdábiját, és egy ellentámadásra készülnek. Éjszaka a koalíció megpróbálta a levegőből gyengíteni a kormány csapatait Egy lőszereket szállító autót is megtámadtak, ami viszont civilek házai mellett haladt el. A támadásban 7 civil meghalt, 25 megsérült.

## Következményei
Március 31-én reggel a felkelők ellentámadást indítottak Kadhafi csapatai ellen. Meg akarták állítani az előre nyomulásukat, mellyel már így is majdnem a teljes felkelői sikert visszanyerték.